# Ewa Szymanowska
Ewa Joanna Szymanowska (ur. 30 maja 1978 w Łodzi) – polska polityk i przedsiębiorca, posłanka na Sejm X kadencji.

## Życiorys
Na Wydziale Zarządzania Uniwersytetu Łódzkiego ukończyła studia licencjackie z marketingu (2000) oraz studia magisterskie z marketingu i zarządzania zasobami ludzkimi (2002). Na Wydziale Ekonomiczno-Socjologicznym tej samej uczelni w latach 2009–2010 odbyła studia podyplomowe w zakresie public relations.
Od 2001 prowadziła własną działalność gospodarczą. Pracowała również na różnych stanowiskach w przedsiębiorstwach sektora bankowego i finansowego. Była też wiceprezesem zarządu spółki prawa handlowego Partnerzy w Biznesie. W 2019 prowadziła zajęcia w Akademii Humanistyczno-Ekonomicznej w Łodzi, w latach 2019–2020 pełniła funkcję dyrektorską na tej uczelni. W 2020 podjęła pracę na stanowisku specjalisty w Łódzkiej Organizacji Turystycznej.
Zaangażowała się w działalność polityczną w ramach Polski 2050 Szymona Hołowni. W grudniu 2022 została przewodniczącą zarządu regionu łódzkiego partii, objęła też funkcję przewodniczącej kół okręgowych w Piotrkowie Trybunalskim i Sieradzu. W 2023 kandydowała w wyborach do Sejmu z 1. miejsca listy Trzeciej Drogi w okręgu łódzkim. Uzyskała mandat posłanki X kadencji z wynikiem 26 185 głosów.
W wyborach w 2024 kandydowała bez powodzenia na urząd prezydenta Łodzi z ramienia Trzeciej Drogi. W tym samym roku z ramienia Trzeciej Drogi bezskutecznie startowała również w wyborach do Parlamentu Europejskiego z okręgu nr 6 (otrzymała 6101 głosów).

## Wyniki w wyborach ogólnopolskich
| Wybory | Komitet wyborczy                | Komitet wyborczy | Organ           | Okręg        | Wynik          |
| ------ | ------------------------------- | ---------------- | --------------- | ------------ | -------------- |
| 2023   |                                 | Trzecia Droga    | Sejm X kadencji | nr 9         | 26 185 (5,74%) |
| 2024   | Parlament Europejski X kadencji | Trzecia Droga    | nr 6            | 6101 (0,80%) |                |

## Życie prywatne
Córka Zbysława i Danuty. Wraz z partnerem założyła rodzinę zastępczą.